# Боданцки, Артур
Артур Боданцки (иногда Боданский, нем. Artur Bodanzky, также Bodansky; 16 декабря 1877[…], Вена — 23 ноября 1939[…], Нью-Йорк, Нью-Йорк) — австрийский и американский дирижёр еврейского происхождения.

## Биография
Учился игре на скрипке и композиции у Александра Цемлинского. Работал дирижёром-ассистентом у Густава Малера в Вене, затем — в Берлине, Праге и Мангейме.
В 1915 году эмигрировал в США. По рекомендации Ферруччо Бузони был принят Артуро Тосканини в Метрополитен-опера, заведовал немецкой частью репертуара. В 1928 году объявил о своём уходе из театра, однако сменивший его Йозеф Розеншток был встречен настолько критической реакцией прессы, что почти сразу ушёл по собственному желанию. С Боданцки вновь заключили контракт, и он оставался в театре до конца жизни.

## Стиль дирижирования и критические оценки
В Мангейме Боданцки хвалили как «зрелого и усердного» дирижёра с «единственным недостатком: известная тяжеловесность, склонность к ритардандо». Тем не менее, позже в Метрополитен-опера Боданцки стал «печально известен своими быстрыми темпами, особенно в Вагнере». Считается, что сокращений в партитурах он делал больше, чем многие другие современные ему дирижёры; иногда это объясняется тем, что он стремился поскорее закончить спектакль и отправиться играть в карты. Г. Л. Менкен подверг критике его дирижёрские способности, заявив: «создавалось впечатление, что он совершенно незнаком с тем, чем ему предстояло дирижировать».
Сохранилось множество записей спектаклей под управлением Боданцки, среди них самые ранние из сохранившихся трансляций Метрополитен-опера (1933—1934), в том числе значительные фрагменты «Валькирии» и «Тристана и Изольды» с участием Фриды Лайдер. По ним слышно, что темпы Боданцки сильно колеблются, от очень очень быстрых до весьма медленных. В этом он недалёк от тогдашних живых записей своих современников таких, как Альберт Коутс, Фриц Райнер и Вильгельм Фуртвенглер. Что касается сокращений, в то время это была почти неизменная практика в оперных театрах, за исключением Байрёйта. Боданцки в этом отношении выгодно отличается от Фуртвенглера и Райнера. Позднее, судя по сохранившимся трансляциям 1940-х годов, Эрих Лайнсдорф делал ещё более существенные сокращения, а в 1944 году Джордж Селл дирижировал радиотрансляцией «Валькирии», которая в отношении быстрых темпов и количества купюр сравнима с любым спектаклем Боданцки.
Фрида Лайдер подчеркнула «выдающийся артистизм» Боданцки в автобиографии, написанной после его смерти. Влиятельный критик Сэмюэл Хоцинофф в своей книге «Тосканини: Интимный портрет» утверждал, что Тосканини вовсе не ставил Боданцки высоко, хотя был опечален его смертью; это противоречит утверждению о том, что Тосканини рекомендовал Боданцки в «Метрополитен-опера».